# Hertogdom Saksen-Altenburg (1603-1672)
Het Hertogdom Saksen-Altenburg (Duits: Herzogtum Sachsen-Altenburg) was een land binnen het Heilige Roomse Rijk dat werd geregeerd door de Ernestijnse linie van het Huis Wettin. Het land ontstond in 1603 toen Saksen-Weimar werd verdeeld. In 1672 stierf de hertogelijke linie van Altenburg uit, waarna het gebied werd verdeeld tussen Saksen-Weimar en Saksen-Gotha.

## Geschiedenis
Na de dood van hertog Johan Willem van Saksen-Weimar regeerden zijn nakomelingen eerst gemeenschappelijk, maar op 13 november 1603 werd het hertogdom Saksen-Weimar als volgt verdeeld:
- Saksen-Altenburg (Alt-Altenburg) voor de vier zonen van de in 1602 overleden hertog Frederik Willem I. De voogdij over deze broers werd gevoerd door de keurvorst van Saksen. Het gebied bestond uit de ambten Altenburg, Ronnbeburg, Eisenberg, Dornburg, Camburg, Heusdorf, Hardisleben, (Nieder-)Roßla, Bürgel, (Stadt-)Roda, Leuchtenberg met Orlamünde, Saalfeld, Probstzella en 1/2 Allstedt.
- Saksen-Weimar (Neu-Weimar). Het gebied bestond uit de ambten Weimar, Oberweimar, Ringleben, Kapellendorf, Jena, Oldisleben, Ichtershausen, Wachsenburg, Schwarzwald, Georgenthal, Reinhardsbrunn en Königsberg in Franken.
- gemeenschappelijk bleven het aandeel in het vorstelijk graafschap Henneberg en het bestuur van de ambten Tonndorf en Mühlberg; de universiteit, de schepenstoel en het hofgerecht te Jena; de leenshoogheid.

Aan het voogdijbestuur van het keurvorstendom Saksen kwam in 1618 een eind. In 1621 werd de heerlijkheid Gräfenthal gekocht van Pappenheim. Het ambt Hardisleben werd in 1627 verpand. Na het uitsterven van de graven van Gleichen en de Viztums van Apolda uitgestorven kwamen de heerlijkheden Remda en Apolda aan Saksen-Altenburg en Saksen-Weimar. De rechten rond de opvolging in de heerlijkheid Blankenhain en de heerlijkheid Niederkranichfeld werden niet goed beheerd, zodat er geen gebiedsuitbreiding volgde.
In 1633 werd er een vergelijk met Saksen-Weimar gesloten: Remda en Apolda kwamen in het bezit van de universiteit Jena, onder de landshoogheid van Saksen-Altenburg (uitgezonderd de dorpen Bösleben, Tromlitz en Loßnitz, die onder Saksen-Weimar kwamen).
Met hertog Johan Casimir van Saksen-Coburg stierf in 1633 het Huis Alt-Coburg uit. Saksen-Altenburg sloot daarom in 1634 het Eisenberger verdrag met Saksen-Weimar. In 1635 werd een eind gemaakt aan het gemeenschappelijke bestuur over de Efurter panddorpen; Mühlberg kwam aan Altenburg en Tonndorf aan Weimar.
Met hertog Johan Ernst van Saksen-Eisenach stierf in 1638 het Huis Alt-Eisenach uit.
Saksen-Altenburg verwierf 2/6 van de erfenis en Saksen-Weimar 4/6 deel. Het deel van Saksen-Altenburg bestond uit het vorstendom Eisenach, het Coburger deel van het ambt Allstedt en de stad Pößnick.
De verdeling werd bijgesteld op 13 februari 1640 in het Altenburger Rezeß:

Saksen-Altenburg kreeg nu het vorstendom Coburg met de ambten Coburg, Sonnefeld, Neuhaus bij Sonneberg, Neustadt bij Coburg, Sonneberg, Hildburghausen, Römhild, 1/2 ambt Allstedt, stad Pößneck, de landshoogheid over Paulinzella en de heerlijkheid Tonna.
Er bleef een afzonderlijk bestuur voor het vorstendom Coburg bestaan.
Bij de verdeling van het vorstelijk graafschap Henneberg op 9 augustus 1660 kreeg Saksen-Altenburg Maßfeld, Meiningen, Themar, het kamergoed Henneberg, de hof Milz, de Kellerei Behrungen. Het bestuur over dit gebiedsdeel gebeurde vanuit Meiningen.
In 1660 moest de hertog definitief afstand doen van zijn rechten op de Assekurierte ambten ten gunste van Keursaksen.
Na het uitsterven van Saksen-Altenburg in 1672 kwam 1/4 van het gebied aan Saksen-Weimar en 3/4 aan Saksen-Gotha.
Aan Saksen-Gotha kwamen Altenburg (met Eisenberg), Coburg en 1/2 Eisenach.

## Hertogen
- 1603-1618: Johan Filips, Frederik, Johan Willem en Frederik Willem II (onder regentschap van Christiaan II en Johan George II van Saksen)
- 1618-1639: Johan Filips
- 1639-1669: Frederik Willem II
- 1669-1672: Frederik Willem III (onder regentschap van Johan George II van Saksen en Maurits van Saksen-Zeitz)